# Unsere Liebe Frau vom Berge Karmel (Sollern)

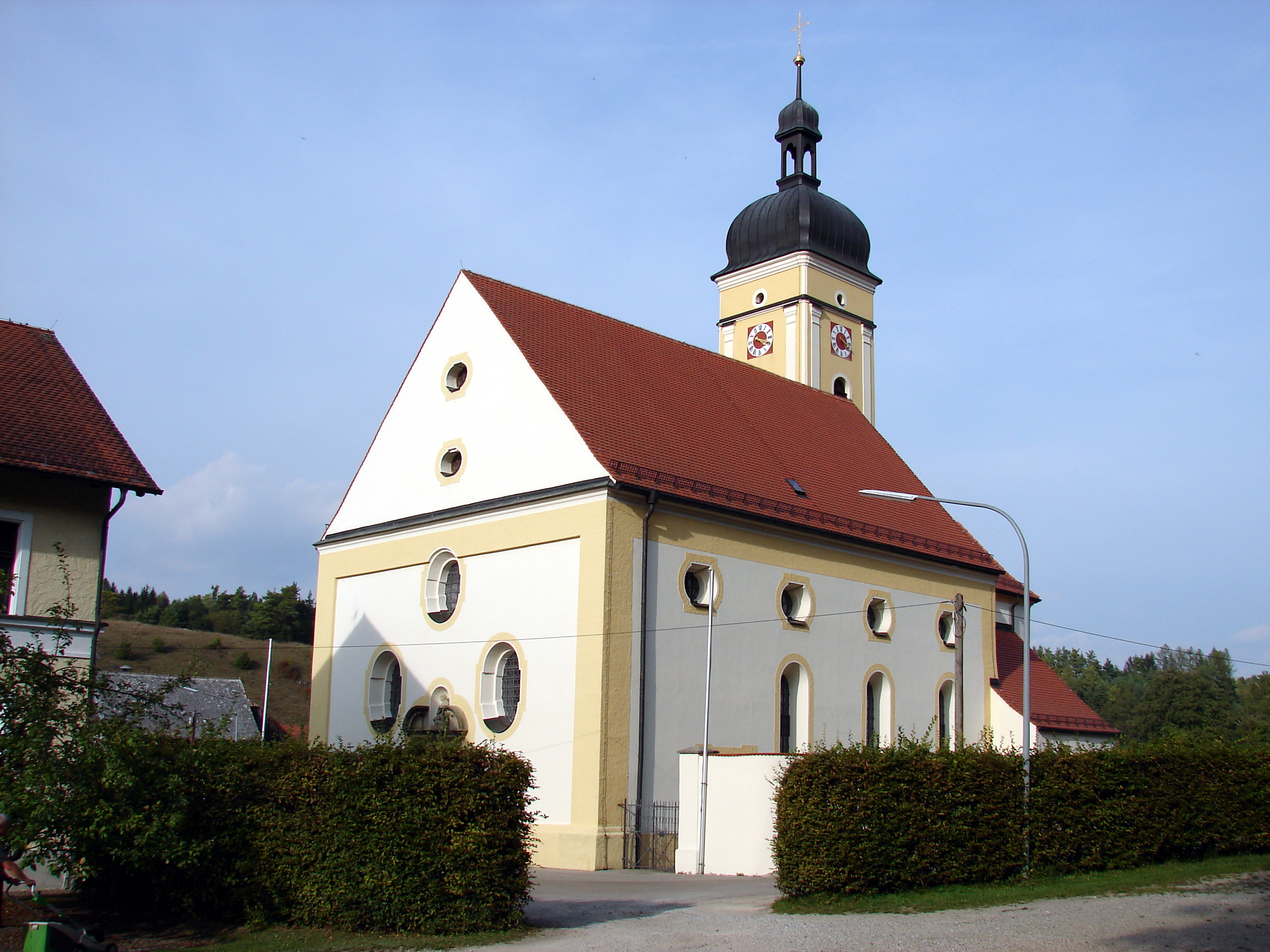
Pfarrkirche Unsere Liebe Frau in Sollern

Unsere Liebe Frau vom Berge Karmel ist eine barocke Kirche in Sollern, einem Ortsteil von Altmannstein im Landkreis Eichstätt. Der Ort gehört zum Bistum Regensburg. Die Kirche ist besonders dadurch bekannt, dass 1702 in Sollern eine Skapulierbruderschaft gegründet wurde.

## Geschichte

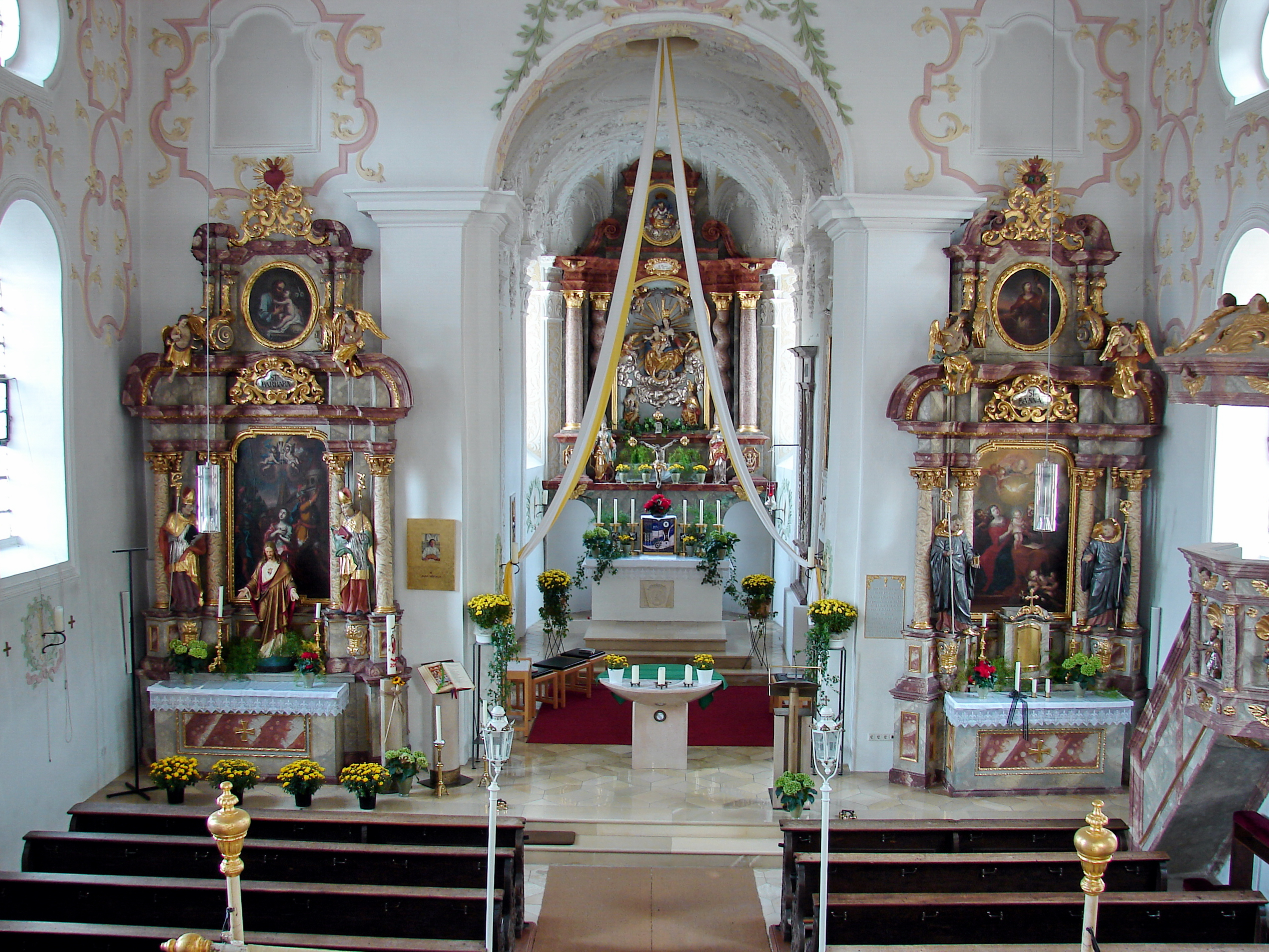
Inneres der Kirche

Vor dem jetzigen Bauwerk befand sich an dieser Stelle eine kleine dreischiffige Basilika, deren Ursprünge unbekannt sind. Von 1698 bis 1717 wurde die Kirche in den Stilen des Barock und Rokoko samt Turm erbaut. Aus dem Jahre 1735 stammt die prächtige Innenausstattung. Wegen der 1702 gegründeten Skapulierbruderschaft pilgerten jährlich zum Bruderschaftsfest tausende von Pilgern nach Sollern, weshalb in die Friedhofsmauern Beichtstühle eingebaut wurden.

## Orgel
Die Orgel wurde 1954 von der Orgelbauwerkstatt Rudolf Kubak fertiggestellt. Sie verfügt über 15 klingende Register.
| I. Manual C–g3 |                |
| Salicet        | 8'             |
| Rohrflöte      | 8′             |
| Prestant       | 4′             |
| Schwiegel      | 2′             |
| Sesquialter II | 2 ⁄3′ + 1 3⁄5′ |
| Mixtur IV      | 1 ⁄3′          |
| Tremulant      |                |

| II. Manual C–g3 |       |
| Copel           | 8′    |
| Fluet           | 4′    |
| Principal       | 2′    |
| Quint           | 1 ⁄3′ |
| Sifflet         | 1′    |
| Tremulant       |       |

| Pedal C–f1 |     |
| Subbass    | 16′ |
| Octav      | 8′  |
| Pommer     | 4'  |
| Posaune    | 8′  |

- Koppeln: II/I, I/P, II/P.